# فلافيو ساريتا
فلافيو ساريتا (Flávio Saretta), لاعب كرة مضرب محترف برازيلي. من مواليد مدينة ساوباولو البرازيلية (28 يونيو 1980).
أحرز أفضل ترتيب له في يوم 15 سبتمبر 2003, عندما وصل إلى الترتيب 44 على مستوى العالم. وقد أحرز ذهبية بطولة ألعاب أمريكا الجنوبية سنة 2007.

## روابط خارجية
- فلافيو ساريتا على موقع رابطة محترفي التنس (الإنجليزية)
- فلافيو ساريتا على موقع الاتحاد الدولي لكرة المضرب (الإنجليزية)
- فلافيو ساريتا على موقع كأس ديفيز (الإنجليزية)
- فلافيو ساريتا على موقع خلاصة التنس.كوم (الإنجليزية)
- فلافيو ساريتا على موقع أوليمبيديا (الإنجليزية)